# Vlag van de Seychellen

Vlag van de Seychellen (ratio 1:2)

De vlag van de Seychellen werd aangenomen op 18 juni 1996. De strepencombinatie moet een dynamisch land dat klaar voor de toekomst is symboliseren.

## Symboliek
De vlag heeft vijf strepen in vijf verschillende kleuren. Elk van deze kleuren heeft een eigen betekenis: blauw staat voor de lucht en de zee, geel voor de zon die licht en leven geeft, rood voor het volk (bloed), wit voor sociale gerechtigheid en groen voor landbouw en natuur.

## Geschiedenis
Voor de onafhankelijkheid voerden de Seychellen tussen 1903 en 1976 de volgende vlaggen:

Vlag van de Seychellen (1903-1961). Embleem ontworpen door Major-General Charles George Gordon. Tot 1903 vielen de Seychellen bestuurlijk onder Mauritius
Vlag van de Seychellen (1961-1976). Embleem ontworpen door Mrs. Alec McEwen uit Toronto, Canada
Gouverneursvlag (1903-1961)
Gouverneursvlag (1961-1976)

Toen de Seychellen in 1976 onafhankelijk werden, nam het land een vlag aan die gedomineerd werd door een wit schuin kruis. De driehoeken boven en onder dit kruis waren blauw, de driehoeken aan de zijkant rood. Deze vlag werd een jaar later vervangen toen president James Mancham werd afgezet door France-Albert René. René voerde een nieuwe vlag in, gebaseerd op de kleuren van zijn Seychelles People's United Party. Deze nieuwe vlag was aan de bovenkant rood en aan de onderkant groen; de rode en groene vlakken werden gescheiden door een witte golvende baan. De kleurencombinatie rood-wit-groen maakt overigens na 1996 nog steeds deel uit van de vlag.
| Vexillologisch symbool voor een buiten gebruik gestelde vlag | Vexillologisch symbool voor een buiten gebruik gestelde vlag |